# セイファートの六つ子銀河
セイファートの六つ子銀河(Seyfert's Sextet)は、へび座の方角に地球から約1億9000万光年離れた位置にある銀河群である。この銀河群は6つの銀河を含んでいるように見えるが、そのうちの1つは背景にある銀河であり、その他の「銀河」は、実際はある銀河の離れた一部である。よって、名称に反してこの銀河群は4つの銀河で構成されている。これらの銀河間に働く重力相互作用は、数十億年続く。最終的には、これらの銀河は融合して、1つの巨大な楕円銀河になる。

## 発見
この銀河群は、ヴァンダービルト大学のバーナード天文台で、カール・セイファートが写真乾板を使って発見した。1951年にこの発見が公表された時には、この銀河群はそれまで見つかった中で最もコンパクトな銀河群であった。

## 構成
6つの銀河のうちNGC 6027dは背景上に偶然位置し、他の銀河とは無関係な銀河である。
| 名前                 | 型           | 太陽からの距離 (億光年) | 視等級 |
| -------------------- | ------------ | ----------------------- | ------ |
| NGC 6027(NGC 6027D)  | S0 pec.      | ~1.9                    | +14.7  |
| NGC 6027a(NGC 6027B) | Sa pec.      | ~1.9                    | +15.4  |
| NGC 6027b(NGC 6027A) | S0 pec.      | ~1.9                    | +15.4  |
| NGC 6027c(NGC 6027C) | SB(S)c       | ~1.9                    | +16    |
| NGC 6027e(NGC 6027F) | SB0 pec.     | ~1.9                    | +16.5  |
| NGC 6027d(NGC 6027E) | SB(S)bc pec. | ~8.77                   | +15.6  |